# Liste der Biografien/Bouw
Liste der Biografien |
Portal Biografien |
Personensuche
# |
A |
B |
C |
D |
E |
F |
G |
H |
I |
J |
K |
L |
M |
N |
O |
P |
Q |
R |
S |
T |
U |
V |
W |
X |
Y |
Z |
?
 
Ba |
Be |
Bd |
Bg |
Bh |
Bi |
Bj |
Bl |
Bm |
Bn |
Bo |
Br |
Bs |
Bu |
Bw |
By |
Bz
 
Boa–Boc |
Bod |
Boe |
Bof |
Bog |
Boh |
Boi–Bok |
Bol |
Bom |
Bon |
Boo |
Bop |
Boq |
Bor |
Bos |
Bot |
Bou |
Bov–Boz
 
Boua |
Boub |
Bouc |
Boud |
Boue |
Bouf |
Boug |
Bouh |
Boui |
Bouj |
Bouk |
Boul |
Boum |
Boun |
Boup |
Bouq |
Bour |
Bous |
Bout |
Bouu |
Bouv |
Bouw |
Boux |
Bouy |
Bouz
Die Liste der Biografien führt alle Personen auf, die in der deutschsprachigen Wikipedia einen Artikel haben. Dieses ist eine Teilliste mit 25 Einträgen von Personen, deren Namen mit den Buchstaben „Bouw“ beginnt.

## Bouw
- Bouw, Carline (* 1984), niederländische Ruderin

### Bouwe
- Bouwens, Antonius (1876–1963), niederländischer Sportschütze
- Bouwens, Leenaert (1515–1582), Vertreter der niederländisch-norddeutschen Täuferbewegung
- Bouwensz, Jan († 1514), Landesadvokat der damaligen Grafschaft Holland
- Bouwer, Eric (* 1984), deutscher Schauspieler

### Bouwh
- Bouwhuis, Sandra (* 1980), niederländische Zoologin und Evolutionsbiologin

### Bouwi
- Bouwinghausen-Wallmerode, Margareta Maria von (* 1629), adelige Übersetzerin und Schriftstellerin

### Bouwk
- Bouwkamp, Christoffel Jacob (1915–2003), niederländischer Mathematiker

### Bouwm
- Bouwman, Eduard J. (1936–2006), niederländischer Fotograf, der sich hauptsächlich Eisen- und Straßenbahnen widmete
- Bouwman, Emilie (* 1943), niederländisches Fotomodell und Modedesignerin
- Bouwman, Henk (1926–1995), niederländischer Hockeyspieler
- Bouwman, Koen (* 1993), niederländischer Radrennfahrer
- Bouwman, Mies (1929–2018), niederländische Fernsehmoderatorin
- Bouwman, Roderik (* 1957), niederländischer Hockeyspieler
- Bouwmans, Eddy (* 1968), niederländischer Radrennfahrer
- Bouwmeester, Dirk (* 1967), niederländischer Physiker
- Bouwmeester, Gerrit (1892–1961), niederländischer Fußballspieler und Nationalspieler
- Bouwmeester, Hans (* 1929), niederländischer Schachspieler
- Bouwmeester, Jay (* 1983), kanadischer Eishockeyspieler
- Bouwmeester, Lea (* 1979), niederländische Politikerin
- Bouwmeester, Lily (1901–1993), niederländische Bühnen- und Filmschauspielerin
- Bouwmeester, Louis (1842–1925), niederländischer Schauspieler und Theaterregisseur
- Bouwmeester, Marit (* 1988), niederländische Seglerin

### Bouws
- Bouws, Jan (1902–1978), südafrikanischer Musikwissenschaftler
- Bouwsma, William J. (1923–2004), US-amerikanischer Historiker und Hochschullehrer